# Platygaster semiflava
Platygaster semiflava är en stekelart som beskrevs av Peter Neerup Buhl 2006. Platygaster semiflava ingår i släktet Platygaster och familjen gallmyggesteklar. Inga underarter finns listade i Catalogue of Life.